# Денисовка (Колпнянский район)
Денисовка — опустевшая деревня в Колпнянском районе Орловской области. Входит в состав Ахтырского сельского поселения.  

## География
Денисовка  находится в юго-восточной части области на Среднерусской возвышенности, возле р. Фошня. С восточной окраины - три небольших запруды.
Уличная сеть не развита.
Климат
Климат умеренно континентальный; средняя температура января −8,5 °C, средняя температура июля +18,5 °C. Среднегодовая температура воздуха составляет +4,6 °C. Годовое количество осадков 500-550 мм., в среднем 515 мм.  Количество поступающей солнечной радиации составляет 91-92 ккал/см². По агроклиматическому районированию деревня Денисовка, также как и весь  район, относится к южному с коэффициентом увлажнения 1,2-1,3. Преобладают юго-западные ветры.
Часовой пояс
деревня Денисовка, как и вся Орловская область, находится в часовой зоне МСК (московское время). Смещение применяемого времени относительно UTC составляет +3:00.

## Население
| 2010 |
| ---- |
| 0    |

Национальный состав
Согласно результатам переписи 2002 года, в национальной структуре населения русские составляли 100 % от общей численности населения в 8 жителей

## Инфраструктура
Было развито сельское хозяйство.

## Транспорт
Просёлочные дороги. 